# Grigorij Jefimovič Rasputin
Grigorij Jefimovič Rasputin (Григо́рий Ефи́мович Распу́тин), ruski menih in prerok, * najverjetneje 1869, Pokrovskoje, Sibirija, Rusija, † 17. december 1916, reka Neva.

## Življenjepis
Rasputin je najbolj znan po svojem vplivu na carsko družino, ki ga je imel v zadnjih letih ruskega carstva. Hkrati je znan po zmožnosti zdravljenja s polaganjem rok in preroškega vida (sam je opisal svojo smrt). 

### Napad in umor
Zaradi prevelikega vpliva na družino carja Nikolaja II. so ga, usodno poškodovanega in zastrupljenega, leta 1916 zvezanega skozi luknjo v ledu vrgli v reko Nevo, kjer se je utopil in umrl zaradi podhlajenosti. Rasputina so ubili tako, da so ga zarotniki, ki so dlje časa opazovali njegov vpliv na carsko družino (med katerim je najbolj znan, da se je poljubljal z carico Aleksadndro) zvabili v enega od hotelov v St. Petersburgu na večerjo. Tam so ga približno ob pol enih zjutraj pretepli nato pa so ga vsi trije zarotniki skupaj zvezali in ga peljali pretepenega in zvezanega na hodnik, kjer ga je eden od dveh britanskih agentov, ki sta še bila v stavbi z revolverjem ustrelil v čelo. Ta strel je bil za Rasputina usoden. Ko so se zarotniki prepričali da je mrtev so ga kot že prej omenjeno vrgli v reko Nevo.

### Obtožbe
Na Rasputinov račun so vse do njegove smrti letele hude pritožbe. Dolžili so ga zlasti štirih reči in sicer za: 
1. sektaštvo
2. alkoholizem
3. lov na ženska krila
4. vmešavanje v politiko. Ta zadnji ugovor zoper njegovo ravnanje se je pojavil šele z bližanjem

Prve svetovne vojne. 
Sir G. Buchanan (1854-1924), ki je bil od 1910-1917 veleposlanik na Ruskem carskem dvoru v Sankt Peterburgu (Petrograd, nato Leningrad), je dobro poznal ruske razmere in tudi Rasputina, o katerem je svoje mnenje povzel takole:
Pripisovali so mu dar ozdravljanja in videnja v prihodnost. Vmes pa je velikokrat padel in je takorekoč živel dvojno življenje. Učil je namreč, da se moramo kesati grehov, da nas bo kesanje rešilo.  Dodajal pa je, da resnično kesanje lahko občuti le tisti, ki zagreši greh. Po njegovem je torej prva stopnja zveličanja, da se prepustimo skušnjavcu. Ustanovil je tudi nekakšno sekto, nekaj takega kot je bratovščina bičarjev . Njeni člani so se skušali združiti s svojim bogom na nekoliko svojevrsten način: z razuzdanimi ponočevanji; njihove nočne orgije so bolj spominjale na neke rimske bakanalije kot na krščanske obrede.  89. Ona.